# لنگم

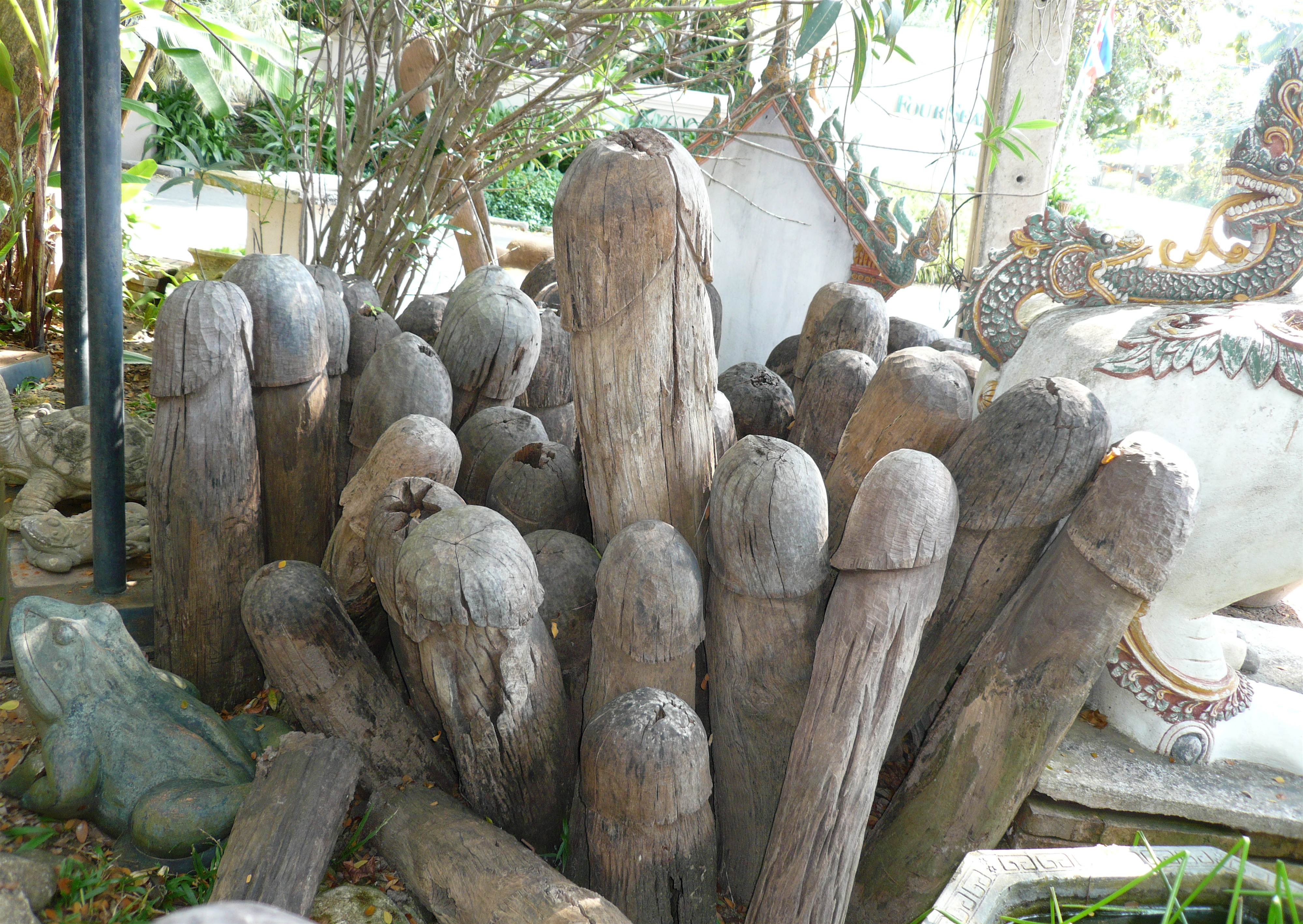
لنگم‌های چوبین در معبدی در تایلند

لنگم (سانسکریت: लिङ्ग، آوانگاری: Liṇga) نمادی از شیوا خدای هندو است که به شکل آلت نرینگی به تصویر در می‌آید. لینگام معمولاً همراه با یونی (واژن ایزدبانوی شاکتی) در معابد برای عبادت قرار می‌گیرد و متداولترین نماد غایی در هند محسوب می‌شود.